# Agrotis obesula
Agrotis obesula là một loài bướm đêm trong họ Noctuidae.